# Calliandra peninsularis
Calliandra peninsularis är en ärtväxtart som beskrevs av Joseph Nelson Rose. Calliandra peninsularis ingår i släktet Calliandra och familjen ärtväxter. Inga underarter finns listade i Catalogue of Life.